# Rue Cervantès
La rue Cervantès (en occitan : carrièra de Cervantes) est une voie de Toulouse, chef-lieu de la région Occitanie, dans le Midi de la France.

## Situation et accès

### Description
La rue Cervantès est une voie publique. Elle se trouve dans le quartier de Fondeyre.
La chaussée compte une seule voie de circulation automobile, à double-sens entre la rue Adonis et la rue de Séville, puis en sens unique entre la rue de Séville et la rue Bastiat. Elle appartient à une zone 30 et la vitesse y est limitée à 30 km/h. Il n'existe ni bande, ni piste cyclable, quoiqu'elle soit en double-sens cyclable.

### Voies rencontrées
Le rue Cervantès rencontre les voies suivantes, du sud au nord (« g » indique que la rue se situe à gauche, « d » à droite) :
1. Rue Bastiat
2. Rue de la Louisiane (d)
3. Rue Bastiat (g)
4. Rue de Séville (g)
5. Rue Adonis

### Transports
La rue Cervantès n'est pas directement desservie par les transports en commun Tisséo. Elle est cependant proche de l'avenue des États-Unis, parcourue par les lignes de bus 1529. À l'ouest, la rue de Fenouillet est desservie par la ligne de bus 110.
Par ailleurs, la station Fondeyre, sur la future ligne de métro , débouchera au cœur de la rue Cervantes.
Les stations de vélos en libre-service VélôToulouse les plus proches sont les stations no 243 (97 avenue des États-Unis) et no 313 (58 rue de Fenouillet).

## Odonymie
La rue est nommée en hommage à Miguel de Cervantes (1547-1616), célèbre écrivain espagnol, auteur de Don Quichotte.

## Patrimoine et lieux d'intérêt

### Parc d'activités de Fondeyre
Le parc d'activités de Fondeyre forme une vaste zone d'activités mixte, à dominante industrielle. Il est, avec une superficie de 191 ha, un des plus vastes parcs d'activités de la ville et de l'agglomération. Il est aménagé à partir de 1973 entre le canal de Garonne et la ligne ferroviaire de Toulouse à Bordeaux.

### Parc Cervantès
Le parc Cervantès est aménagé en 2010 sur une superficie de 5 175 m2 à l'emplacement de terrains agricoles. Il compte une aire de jeux pour enfants.